# Novavax
Novavax, Inc. est une société pharmaceutique américaine spécialisée dans les vaccins.
En août 2020, elle prépare un vaccin contre la Covid-19, le NVX-CoV2373, pour lequel elle a reçu une précommande de 100 millions de doses du gouvernement américain,, pour un montant de 1,6 milliard de dollars. Elle reçoit aussi une commande de 200 millions de doses de l'Union européenne en août 2021.

## Histoire
Créée en 1987, Novavax est cotée au Nasdaq en décembre 1995 grâce à la fusion avec Lipovax. La société connaît ensuite un parcours boursier particulièrement agité.
En 2002, la FDA approuve son adjuvant Extrasorb.
En juin 2013, elle fait l'acquisition de la société suédoise Isconova AB, qu'elle renomme Novavax AB, et qui lui fournit une nouvelle technologie de fabrication d'adjuvants appelée Matrix-M,.
Le développement d'un vaccin contre le virus respiratoire syncytial, nommé ResVax a commencé en 2008, mais le projet connaît en 2016 un premier échec clinique en phase III. La société décide de poursuivre l'évaluation de ResVax en modifiant le schéma d'administration. Mais en 2019 ce vaccin échoue à nouveau lors d'essais cliniques.
Dans le même temps, des études sont conduites sur un vaccin prometteur contre la grippe, NanoFlu, et un autre contre le virus Zika.

## Aides externes
Novavax reçoit 89 millions de dollars de la Fondation Bill-et-Melinda-Gates pour un programme d'immunisation maternelle (à partir de 2015).
En mai 2020, il reçoit 384 millions de dollars de la Coalition pour les innovations en matière de préparation aux épidémies pour une première étude clinique du vaccin anti-Covid NVX-CoV2373 et pour la préparation d'une production à grande échelle.

## Vaccins en développement
Novavax élabore des vaccins et adjuvants à nanoparticules recombinantes. Ce type de vaccin est obtenu par génie génétique : le virus est « reprogrammé » par modification de certains éléments de son patrimoine génétique, afin de le rendre inoffensif.
Le portefeuille de produits de la Société comprend des vaccins candidats en développement clinique pour le COVID-19, le virus respiratoire syncytial (VRS), la grippe saisonnière, la grippe pandémique et le virus Ebola (EBOV). Le principal adjuvant de la Société, Matrix-M, fait l'objet d'un essai clinique de phase I/II associé à un nouveau vaccin contre la grippe pandémique H7N9 ainsi qu'avec un vaccin EBOV. La société développe des programmes précliniques contre des maladies infectieuses, dont le syndrome respiratoire du Moyen-Orient (SREM).

### Vaccin contre le COVID-19
Dès janvier 2020, Novavax annonce le développement du candidat vaccin NVX-CoV2373, qui est de type recombinant. En mars 2020, Novavax s'allie à Emergent BioSolutions (en) pour réaliser des études pré-cliniques sur des hommes. Dans le cadre de cet accord, Emergent BioSolutions sera chargé de fabriquer le vaccin dans ses locaux de Baltimore. Le 1er test d'innocuité sur humain a démarré en Australie, en mai 2020. Dès juillet, la société annonce qu'elle touchera 1,6 milliard de dollars de l'Opération Warp Speed si le vaccin s'avère efficient. Ce 1,6 milliard viendrait d'une collaboration du département de la Santé et des Services sociaux des États-Unis et du département de la Défense des États-Unis.
Novavax annonce, le 28 janvier 2021 une efficacité de 89 % pour son vaccin Covid-19 lors de l'essai clinique phase III. En août 2021, à la suite d'essais phase III sur 30 000 personnes, l'efficacité est mesurée à 90,4 % en moyenne et 93 % contre les principaux variants,.
En décembre 2021, la Commission européenne autorise l'utilisation du vaccin contre la COVID-19 de Novavax. Il s'agit donc du cinquième vaccin autorisé en Union européenne (les autres sont produits par Pfizer-BioNTech, Moderna, AstraZeneca et Johnson & Johnson). Pour ce vaccin, la société a utilisé une technique « plus classique » en ayant recours à des protéines pour faire déclencher la réponse immunitaire,.